# Gino Mentasti
Gino Mentasti (Busalla, 15 agosto 1913 – Busalla, 29 novembre 2002) è stato un compositore di scacchi italiano.
Fu Maestro FIDE della composizione "Honoris Causa" e Giudice Internazionale FIDE per la composizione. Fino al 1985, fu delegato per l'Italia nei congressi della PCCC (Permanent Commission for Chess Composition), organo della FIDE che presiede alla composizione scacchistica.

## Biografia
Mentasti cominciò a comporre molto giovane, e già a 24 anni divenne redattore della sezione problemi de L'Italia Scacchistica, incarico che, seppure con frequenti interruzioni, tenne fino al 1947. Nel 1965 fu tra i fondatori dell'API (Associazione Problemistica Italiana) e della rivista trimestrale Sinfonie Scacchistiche che curò fino al 1985, praticamente da solo (preparava i diagrammi direttamente con i piombi tipografici!). Fu anche redattore della rubrica problemistica del quotidiano genovese Il Corriere Mercantile, e della sezione problemi della rivista Scacco!, diretta da Giorgio Porreca, dalla fondazione della rivista (1970) fino al dicembre 1983.
Nel 1983 l'associazione dei Maestri italiani di scacchi (AMIS) gli conferì il premio "Gioacchino Greco" nella sezione "Una vita per gli scacchi".
Nel 1985, a causa di gravi problemi di salute, abbandonò la cura dell'associazione e della rivista e diminuì di molto la sua produzione artistica. Nel 1989 il suo contributo alla crescita dei problemi di scacchi in Italia gli valse il titolo di Maestro della composizione scacchistica Honoris Causa, conferitogli a Bournemouth dal XXXII congresso internazionale della FIDE.
Nonostante fosse da tempo in precarie condizioni di salute, morì quasi novantenne a Busalla il 29 novembre del 2002.

## Problemi
|   | a | b | c | d | e | f | g | h |   |
| 8 | c8 re del bianco · e7 alfiere del nero · d6 torre del bianco · e6 cavallo del bianco · g6 donna del bianco · b5 pedone del nero · c5 pedone del bianco · f5 pedone del nero · a4 torre del bianco · b4 donna del nero · c4 cavallo del bianco · e4 re del nero · f4 alfiere del bianco · e3 pedone del bianco · f3 cavallo del nero · h3 pedone del nero · c2 pedone del bianco · g2 torre del nero · h2 torre del nero · h1 alfiere del bianco | c8 re del bianco · e7 alfiere del nero · d6 torre del bianco · e6 cavallo del bianco · g6 donna del bianco · b5 pedone del nero · c5 pedone del bianco · f5 pedone del nero · a4 torre del bianco · b4 donna del nero · c4 cavallo del bianco · e4 re del nero · f4 alfiere del bianco · e3 pedone del bianco · f3 cavallo del nero · h3 pedone del nero · c2 pedone del bianco · g2 torre del nero · h2 torre del nero · h1 alfiere del bianco | c8 re del bianco · e7 alfiere del nero · d6 torre del bianco · e6 cavallo del bianco · g6 donna del bianco · b5 pedone del nero · c5 pedone del bianco · f5 pedone del nero · a4 torre del bianco · b4 donna del nero · c4 cavallo del bianco · e4 re del nero · f4 alfiere del bianco · e3 pedone del bianco · f3 cavallo del nero · h3 pedone del nero · c2 pedone del bianco · g2 torre del nero · h2 torre del nero · h1 alfiere del bianco | c8 re del bianco · e7 alfiere del nero · d6 torre del bianco · e6 cavallo del bianco · g6 donna del bianco · b5 pedone del nero · c5 pedone del bianco · f5 pedone del nero · a4 torre del bianco · b4 donna del nero · c4 cavallo del bianco · e4 re del nero · f4 alfiere del bianco · e3 pedone del bianco · f3 cavallo del nero · h3 pedone del nero · c2 pedone del bianco · g2 torre del nero · h2 torre del nero · h1 alfiere del bianco | c8 re del bianco · e7 alfiere del nero · d6 torre del bianco · e6 cavallo del bianco · g6 donna del bianco · b5 pedone del nero · c5 pedone del bianco · f5 pedone del nero · a4 torre del bianco · b4 donna del nero · c4 cavallo del bianco · e4 re del nero · f4 alfiere del bianco · e3 pedone del bianco · f3 cavallo del nero · h3 pedone del nero · c2 pedone del bianco · g2 torre del nero · h2 torre del nero · h1 alfiere del bianco | c8 re del bianco · e7 alfiere del nero · d6 torre del bianco · e6 cavallo del bianco · g6 donna del bianco · b5 pedone del nero · c5 pedone del bianco · f5 pedone del nero · a4 torre del bianco · b4 donna del nero · c4 cavallo del bianco · e4 re del nero · f4 alfiere del bianco · e3 pedone del bianco · f3 cavallo del nero · h3 pedone del nero · c2 pedone del bianco · g2 torre del nero · h2 torre del nero · h1 alfiere del bianco | c8 re del bianco · e7 alfiere del nero · d6 torre del bianco · e6 cavallo del bianco · g6 donna del bianco · b5 pedone del nero · c5 pedone del bianco · f5 pedone del nero · a4 torre del bianco · b4 donna del nero · c4 cavallo del bianco · e4 re del nero · f4 alfiere del bianco · e3 pedone del bianco · f3 cavallo del nero · h3 pedone del nero · c2 pedone del bianco · g2 torre del nero · h2 torre del nero · h1 alfiere del bianco | c8 re del bianco · e7 alfiere del nero · d6 torre del bianco · e6 cavallo del bianco · g6 donna del bianco · b5 pedone del nero · c5 pedone del bianco · f5 pedone del nero · a4 torre del bianco · b4 donna del nero · c4 cavallo del bianco · e4 re del nero · f4 alfiere del bianco · e3 pedone del bianco · f3 cavallo del nero · h3 pedone del nero · c2 pedone del bianco · g2 torre del nero · h2 torre del nero · h1 alfiere del bianco | 8 |
| 7 | c8 re del bianco · e7 alfiere del nero · d6 torre del bianco · e6 cavallo del bianco · g6 donna del bianco · b5 pedone del nero · c5 pedone del bianco · f5 pedone del nero · a4 torre del bianco · b4 donna del nero · c4 cavallo del bianco · e4 re del nero · f4 alfiere del bianco · e3 pedone del bianco · f3 cavallo del nero · h3 pedone del nero · c2 pedone del bianco · g2 torre del nero · h2 torre del nero · h1 alfiere del bianco | c8 re del bianco · e7 alfiere del nero · d6 torre del bianco · e6 cavallo del bianco · g6 donna del bianco · b5 pedone del nero · c5 pedone del bianco · f5 pedone del nero · a4 torre del bianco · b4 donna del nero · c4 cavallo del bianco · e4 re del nero · f4 alfiere del bianco · e3 pedone del bianco · f3 cavallo del nero · h3 pedone del nero · c2 pedone del bianco · g2 torre del nero · h2 torre del nero · h1 alfiere del bianco | c8 re del bianco · e7 alfiere del nero · d6 torre del bianco · e6 cavallo del bianco · g6 donna del bianco · b5 pedone del nero · c5 pedone del bianco · f5 pedone del nero · a4 torre del bianco · b4 donna del nero · c4 cavallo del bianco · e4 re del nero · f4 alfiere del bianco · e3 pedone del bianco · f3 cavallo del nero · h3 pedone del nero · c2 pedone del bianco · g2 torre del nero · h2 torre del nero · h1 alfiere del bianco | c8 re del bianco · e7 alfiere del nero · d6 torre del bianco · e6 cavallo del bianco · g6 donna del bianco · b5 pedone del nero · c5 pedone del bianco · f5 pedone del nero · a4 torre del bianco · b4 donna del nero · c4 cavallo del bianco · e4 re del nero · f4 alfiere del bianco · e3 pedone del bianco · f3 cavallo del nero · h3 pedone del nero · c2 pedone del bianco · g2 torre del nero · h2 torre del nero · h1 alfiere del bianco | c8 re del bianco · e7 alfiere del nero · d6 torre del bianco · e6 cavallo del bianco · g6 donna del bianco · b5 pedone del nero · c5 pedone del bianco · f5 pedone del nero · a4 torre del bianco · b4 donna del nero · c4 cavallo del bianco · e4 re del nero · f4 alfiere del bianco · e3 pedone del bianco · f3 cavallo del nero · h3 pedone del nero · c2 pedone del bianco · g2 torre del nero · h2 torre del nero · h1 alfiere del bianco | c8 re del bianco · e7 alfiere del nero · d6 torre del bianco · e6 cavallo del bianco · g6 donna del bianco · b5 pedone del nero · c5 pedone del bianco · f5 pedone del nero · a4 torre del bianco · b4 donna del nero · c4 cavallo del bianco · e4 re del nero · f4 alfiere del bianco · e3 pedone del bianco · f3 cavallo del nero · h3 pedone del nero · c2 pedone del bianco · g2 torre del nero · h2 torre del nero · h1 alfiere del bianco | c8 re del bianco · e7 alfiere del nero · d6 torre del bianco · e6 cavallo del bianco · g6 donna del bianco · b5 pedone del nero · c5 pedone del bianco · f5 pedone del nero · a4 torre del bianco · b4 donna del nero · c4 cavallo del bianco · e4 re del nero · f4 alfiere del bianco · e3 pedone del bianco · f3 cavallo del nero · h3 pedone del nero · c2 pedone del bianco · g2 torre del nero · h2 torre del nero · h1 alfiere del bianco | c8 re del bianco · e7 alfiere del nero · d6 torre del bianco · e6 cavallo del bianco · g6 donna del bianco · b5 pedone del nero · c5 pedone del bianco · f5 pedone del nero · a4 torre del bianco · b4 donna del nero · c4 cavallo del bianco · e4 re del nero · f4 alfiere del bianco · e3 pedone del bianco · f3 cavallo del nero · h3 pedone del nero · c2 pedone del bianco · g2 torre del nero · h2 torre del nero · h1 alfiere del bianco | 7 |
| 6 | c8 re del bianco · e7 alfiere del nero · d6 torre del bianco · e6 cavallo del bianco · g6 donna del bianco · b5 pedone del nero · c5 pedone del bianco · f5 pedone del nero · a4 torre del bianco · b4 donna del nero · c4 cavallo del bianco · e4 re del nero · f4 alfiere del bianco · e3 pedone del bianco · f3 cavallo del nero · h3 pedone del nero · c2 pedone del bianco · g2 torre del nero · h2 torre del nero · h1 alfiere del bianco | c8 re del bianco · e7 alfiere del nero · d6 torre del bianco · e6 cavallo del bianco · g6 donna del bianco · b5 pedone del nero · c5 pedone del bianco · f5 pedone del nero · a4 torre del bianco · b4 donna del nero · c4 cavallo del bianco · e4 re del nero · f4 alfiere del bianco · e3 pedone del bianco · f3 cavallo del nero · h3 pedone del nero · c2 pedone del bianco · g2 torre del nero · h2 torre del nero · h1 alfiere del bianco | c8 re del bianco · e7 alfiere del nero · d6 torre del bianco · e6 cavallo del bianco · g6 donna del bianco · b5 pedone del nero · c5 pedone del bianco · f5 pedone del nero · a4 torre del bianco · b4 donna del nero · c4 cavallo del bianco · e4 re del nero · f4 alfiere del bianco · e3 pedone del bianco · f3 cavallo del nero · h3 pedone del nero · c2 pedone del bianco · g2 torre del nero · h2 torre del nero · h1 alfiere del bianco | c8 re del bianco · e7 alfiere del nero · d6 torre del bianco · e6 cavallo del bianco · g6 donna del bianco · b5 pedone del nero · c5 pedone del bianco · f5 pedone del nero · a4 torre del bianco · b4 donna del nero · c4 cavallo del bianco · e4 re del nero · f4 alfiere del bianco · e3 pedone del bianco · f3 cavallo del nero · h3 pedone del nero · c2 pedone del bianco · g2 torre del nero · h2 torre del nero · h1 alfiere del bianco | c8 re del bianco · e7 alfiere del nero · d6 torre del bianco · e6 cavallo del bianco · g6 donna del bianco · b5 pedone del nero · c5 pedone del bianco · f5 pedone del nero · a4 torre del bianco · b4 donna del nero · c4 cavallo del bianco · e4 re del nero · f4 alfiere del bianco · e3 pedone del bianco · f3 cavallo del nero · h3 pedone del nero · c2 pedone del bianco · g2 torre del nero · h2 torre del nero · h1 alfiere del bianco | c8 re del bianco · e7 alfiere del nero · d6 torre del bianco · e6 cavallo del bianco · g6 donna del bianco · b5 pedone del nero · c5 pedone del bianco · f5 pedone del nero · a4 torre del bianco · b4 donna del nero · c4 cavallo del bianco · e4 re del nero · f4 alfiere del bianco · e3 pedone del bianco · f3 cavallo del nero · h3 pedone del nero · c2 pedone del bianco · g2 torre del nero · h2 torre del nero · h1 alfiere del bianco | c8 re del bianco · e7 alfiere del nero · d6 torre del bianco · e6 cavallo del bianco · g6 donna del bianco · b5 pedone del nero · c5 pedone del bianco · f5 pedone del nero · a4 torre del bianco · b4 donna del nero · c4 cavallo del bianco · e4 re del nero · f4 alfiere del bianco · e3 pedone del bianco · f3 cavallo del nero · h3 pedone del nero · c2 pedone del bianco · g2 torre del nero · h2 torre del nero · h1 alfiere del bianco | c8 re del bianco · e7 alfiere del nero · d6 torre del bianco · e6 cavallo del bianco · g6 donna del bianco · b5 pedone del nero · c5 pedone del bianco · f5 pedone del nero · a4 torre del bianco · b4 donna del nero · c4 cavallo del bianco · e4 re del nero · f4 alfiere del bianco · e3 pedone del bianco · f3 cavallo del nero · h3 pedone del nero · c2 pedone del bianco · g2 torre del nero · h2 torre del nero · h1 alfiere del bianco | 6 |
| 5 | c8 re del bianco · e7 alfiere del nero · d6 torre del bianco · e6 cavallo del bianco · g6 donna del bianco · b5 pedone del nero · c5 pedone del bianco · f5 pedone del nero · a4 torre del bianco · b4 donna del nero · c4 cavallo del bianco · e4 re del nero · f4 alfiere del bianco · e3 pedone del bianco · f3 cavallo del nero · h3 pedone del nero · c2 pedone del bianco · g2 torre del nero · h2 torre del nero · h1 alfiere del bianco | c8 re del bianco · e7 alfiere del nero · d6 torre del bianco · e6 cavallo del bianco · g6 donna del bianco · b5 pedone del nero · c5 pedone del bianco · f5 pedone del nero · a4 torre del bianco · b4 donna del nero · c4 cavallo del bianco · e4 re del nero · f4 alfiere del bianco · e3 pedone del bianco · f3 cavallo del nero · h3 pedone del nero · c2 pedone del bianco · g2 torre del nero · h2 torre del nero · h1 alfiere del bianco | c8 re del bianco · e7 alfiere del nero · d6 torre del bianco · e6 cavallo del bianco · g6 donna del bianco · b5 pedone del nero · c5 pedone del bianco · f5 pedone del nero · a4 torre del bianco · b4 donna del nero · c4 cavallo del bianco · e4 re del nero · f4 alfiere del bianco · e3 pedone del bianco · f3 cavallo del nero · h3 pedone del nero · c2 pedone del bianco · g2 torre del nero · h2 torre del nero · h1 alfiere del bianco | c8 re del bianco · e7 alfiere del nero · d6 torre del bianco · e6 cavallo del bianco · g6 donna del bianco · b5 pedone del nero · c5 pedone del bianco · f5 pedone del nero · a4 torre del bianco · b4 donna del nero · c4 cavallo del bianco · e4 re del nero · f4 alfiere del bianco · e3 pedone del bianco · f3 cavallo del nero · h3 pedone del nero · c2 pedone del bianco · g2 torre del nero · h2 torre del nero · h1 alfiere del bianco | c8 re del bianco · e7 alfiere del nero · d6 torre del bianco · e6 cavallo del bianco · g6 donna del bianco · b5 pedone del nero · c5 pedone del bianco · f5 pedone del nero · a4 torre del bianco · b4 donna del nero · c4 cavallo del bianco · e4 re del nero · f4 alfiere del bianco · e3 pedone del bianco · f3 cavallo del nero · h3 pedone del nero · c2 pedone del bianco · g2 torre del nero · h2 torre del nero · h1 alfiere del bianco | c8 re del bianco · e7 alfiere del nero · d6 torre del bianco · e6 cavallo del bianco · g6 donna del bianco · b5 pedone del nero · c5 pedone del bianco · f5 pedone del nero · a4 torre del bianco · b4 donna del nero · c4 cavallo del bianco · e4 re del nero · f4 alfiere del bianco · e3 pedone del bianco · f3 cavallo del nero · h3 pedone del nero · c2 pedone del bianco · g2 torre del nero · h2 torre del nero · h1 alfiere del bianco | c8 re del bianco · e7 alfiere del nero · d6 torre del bianco · e6 cavallo del bianco · g6 donna del bianco · b5 pedone del nero · c5 pedone del bianco · f5 pedone del nero · a4 torre del bianco · b4 donna del nero · c4 cavallo del bianco · e4 re del nero · f4 alfiere del bianco · e3 pedone del bianco · f3 cavallo del nero · h3 pedone del nero · c2 pedone del bianco · g2 torre del nero · h2 torre del nero · h1 alfiere del bianco | c8 re del bianco · e7 alfiere del nero · d6 torre del bianco · e6 cavallo del bianco · g6 donna del bianco · b5 pedone del nero · c5 pedone del bianco · f5 pedone del nero · a4 torre del bianco · b4 donna del nero · c4 cavallo del bianco · e4 re del nero · f4 alfiere del bianco · e3 pedone del bianco · f3 cavallo del nero · h3 pedone del nero · c2 pedone del bianco · g2 torre del nero · h2 torre del nero · h1 alfiere del bianco | 5 |
| 4 | c8 re del bianco · e7 alfiere del nero · d6 torre del bianco · e6 cavallo del bianco · g6 donna del bianco · b5 pedone del nero · c5 pedone del bianco · f5 pedone del nero · a4 torre del bianco · b4 donna del nero · c4 cavallo del bianco · e4 re del nero · f4 alfiere del bianco · e3 pedone del bianco · f3 cavallo del nero · h3 pedone del nero · c2 pedone del bianco · g2 torre del nero · h2 torre del nero · h1 alfiere del bianco | c8 re del bianco · e7 alfiere del nero · d6 torre del bianco · e6 cavallo del bianco · g6 donna del bianco · b5 pedone del nero · c5 pedone del bianco · f5 pedone del nero · a4 torre del bianco · b4 donna del nero · c4 cavallo del bianco · e4 re del nero · f4 alfiere del bianco · e3 pedone del bianco · f3 cavallo del nero · h3 pedone del nero · c2 pedone del bianco · g2 torre del nero · h2 torre del nero · h1 alfiere del bianco | c8 re del bianco · e7 alfiere del nero · d6 torre del bianco · e6 cavallo del bianco · g6 donna del bianco · b5 pedone del nero · c5 pedone del bianco · f5 pedone del nero · a4 torre del bianco · b4 donna del nero · c4 cavallo del bianco · e4 re del nero · f4 alfiere del bianco · e3 pedone del bianco · f3 cavallo del nero · h3 pedone del nero · c2 pedone del bianco · g2 torre del nero · h2 torre del nero · h1 alfiere del bianco | c8 re del bianco · e7 alfiere del nero · d6 torre del bianco · e6 cavallo del bianco · g6 donna del bianco · b5 pedone del nero · c5 pedone del bianco · f5 pedone del nero · a4 torre del bianco · b4 donna del nero · c4 cavallo del bianco · e4 re del nero · f4 alfiere del bianco · e3 pedone del bianco · f3 cavallo del nero · h3 pedone del nero · c2 pedone del bianco · g2 torre del nero · h2 torre del nero · h1 alfiere del bianco | c8 re del bianco · e7 alfiere del nero · d6 torre del bianco · e6 cavallo del bianco · g6 donna del bianco · b5 pedone del nero · c5 pedone del bianco · f5 pedone del nero · a4 torre del bianco · b4 donna del nero · c4 cavallo del bianco · e4 re del nero · f4 alfiere del bianco · e3 pedone del bianco · f3 cavallo del nero · h3 pedone del nero · c2 pedone del bianco · g2 torre del nero · h2 torre del nero · h1 alfiere del bianco | c8 re del bianco · e7 alfiere del nero · d6 torre del bianco · e6 cavallo del bianco · g6 donna del bianco · b5 pedone del nero · c5 pedone del bianco · f5 pedone del nero · a4 torre del bianco · b4 donna del nero · c4 cavallo del bianco · e4 re del nero · f4 alfiere del bianco · e3 pedone del bianco · f3 cavallo del nero · h3 pedone del nero · c2 pedone del bianco · g2 torre del nero · h2 torre del nero · h1 alfiere del bianco | c8 re del bianco · e7 alfiere del nero · d6 torre del bianco · e6 cavallo del bianco · g6 donna del bianco · b5 pedone del nero · c5 pedone del bianco · f5 pedone del nero · a4 torre del bianco · b4 donna del nero · c4 cavallo del bianco · e4 re del nero · f4 alfiere del bianco · e3 pedone del bianco · f3 cavallo del nero · h3 pedone del nero · c2 pedone del bianco · g2 torre del nero · h2 torre del nero · h1 alfiere del bianco | c8 re del bianco · e7 alfiere del nero · d6 torre del bianco · e6 cavallo del bianco · g6 donna del bianco · b5 pedone del nero · c5 pedone del bianco · f5 pedone del nero · a4 torre del bianco · b4 donna del nero · c4 cavallo del bianco · e4 re del nero · f4 alfiere del bianco · e3 pedone del bianco · f3 cavallo del nero · h3 pedone del nero · c2 pedone del bianco · g2 torre del nero · h2 torre del nero · h1 alfiere del bianco | 4 |
| 3 | c8 re del bianco · e7 alfiere del nero · d6 torre del bianco · e6 cavallo del bianco · g6 donna del bianco · b5 pedone del nero · c5 pedone del bianco · f5 pedone del nero · a4 torre del bianco · b4 donna del nero · c4 cavallo del bianco · e4 re del nero · f4 alfiere del bianco · e3 pedone del bianco · f3 cavallo del nero · h3 pedone del nero · c2 pedone del bianco · g2 torre del nero · h2 torre del nero · h1 alfiere del bianco | c8 re del bianco · e7 alfiere del nero · d6 torre del bianco · e6 cavallo del bianco · g6 donna del bianco · b5 pedone del nero · c5 pedone del bianco · f5 pedone del nero · a4 torre del bianco · b4 donna del nero · c4 cavallo del bianco · e4 re del nero · f4 alfiere del bianco · e3 pedone del bianco · f3 cavallo del nero · h3 pedone del nero · c2 pedone del bianco · g2 torre del nero · h2 torre del nero · h1 alfiere del bianco | c8 re del bianco · e7 alfiere del nero · d6 torre del bianco · e6 cavallo del bianco · g6 donna del bianco · b5 pedone del nero · c5 pedone del bianco · f5 pedone del nero · a4 torre del bianco · b4 donna del nero · c4 cavallo del bianco · e4 re del nero · f4 alfiere del bianco · e3 pedone del bianco · f3 cavallo del nero · h3 pedone del nero · c2 pedone del bianco · g2 torre del nero · h2 torre del nero · h1 alfiere del bianco | c8 re del bianco · e7 alfiere del nero · d6 torre del bianco · e6 cavallo del bianco · g6 donna del bianco · b5 pedone del nero · c5 pedone del bianco · f5 pedone del nero · a4 torre del bianco · b4 donna del nero · c4 cavallo del bianco · e4 re del nero · f4 alfiere del bianco · e3 pedone del bianco · f3 cavallo del nero · h3 pedone del nero · c2 pedone del bianco · g2 torre del nero · h2 torre del nero · h1 alfiere del bianco | c8 re del bianco · e7 alfiere del nero · d6 torre del bianco · e6 cavallo del bianco · g6 donna del bianco · b5 pedone del nero · c5 pedone del bianco · f5 pedone del nero · a4 torre del bianco · b4 donna del nero · c4 cavallo del bianco · e4 re del nero · f4 alfiere del bianco · e3 pedone del bianco · f3 cavallo del nero · h3 pedone del nero · c2 pedone del bianco · g2 torre del nero · h2 torre del nero · h1 alfiere del bianco | c8 re del bianco · e7 alfiere del nero · d6 torre del bianco · e6 cavallo del bianco · g6 donna del bianco · b5 pedone del nero · c5 pedone del bianco · f5 pedone del nero · a4 torre del bianco · b4 donna del nero · c4 cavallo del bianco · e4 re del nero · f4 alfiere del bianco · e3 pedone del bianco · f3 cavallo del nero · h3 pedone del nero · c2 pedone del bianco · g2 torre del nero · h2 torre del nero · h1 alfiere del bianco | c8 re del bianco · e7 alfiere del nero · d6 torre del bianco · e6 cavallo del bianco · g6 donna del bianco · b5 pedone del nero · c5 pedone del bianco · f5 pedone del nero · a4 torre del bianco · b4 donna del nero · c4 cavallo del bianco · e4 re del nero · f4 alfiere del bianco · e3 pedone del bianco · f3 cavallo del nero · h3 pedone del nero · c2 pedone del bianco · g2 torre del nero · h2 torre del nero · h1 alfiere del bianco | c8 re del bianco · e7 alfiere del nero · d6 torre del bianco · e6 cavallo del bianco · g6 donna del bianco · b5 pedone del nero · c5 pedone del bianco · f5 pedone del nero · a4 torre del bianco · b4 donna del nero · c4 cavallo del bianco · e4 re del nero · f4 alfiere del bianco · e3 pedone del bianco · f3 cavallo del nero · h3 pedone del nero · c2 pedone del bianco · g2 torre del nero · h2 torre del nero · h1 alfiere del bianco | 3 |
| 2 | c8 re del bianco · e7 alfiere del nero · d6 torre del bianco · e6 cavallo del bianco · g6 donna del bianco · b5 pedone del nero · c5 pedone del bianco · f5 pedone del nero · a4 torre del bianco · b4 donna del nero · c4 cavallo del bianco · e4 re del nero · f4 alfiere del bianco · e3 pedone del bianco · f3 cavallo del nero · h3 pedone del nero · c2 pedone del bianco · g2 torre del nero · h2 torre del nero · h1 alfiere del bianco | c8 re del bianco · e7 alfiere del nero · d6 torre del bianco · e6 cavallo del bianco · g6 donna del bianco · b5 pedone del nero · c5 pedone del bianco · f5 pedone del nero · a4 torre del bianco · b4 donna del nero · c4 cavallo del bianco · e4 re del nero · f4 alfiere del bianco · e3 pedone del bianco · f3 cavallo del nero · h3 pedone del nero · c2 pedone del bianco · g2 torre del nero · h2 torre del nero · h1 alfiere del bianco | c8 re del bianco · e7 alfiere del nero · d6 torre del bianco · e6 cavallo del bianco · g6 donna del bianco · b5 pedone del nero · c5 pedone del bianco · f5 pedone del nero · a4 torre del bianco · b4 donna del nero · c4 cavallo del bianco · e4 re del nero · f4 alfiere del bianco · e3 pedone del bianco · f3 cavallo del nero · h3 pedone del nero · c2 pedone del bianco · g2 torre del nero · h2 torre del nero · h1 alfiere del bianco | c8 re del bianco · e7 alfiere del nero · d6 torre del bianco · e6 cavallo del bianco · g6 donna del bianco · b5 pedone del nero · c5 pedone del bianco · f5 pedone del nero · a4 torre del bianco · b4 donna del nero · c4 cavallo del bianco · e4 re del nero · f4 alfiere del bianco · e3 pedone del bianco · f3 cavallo del nero · h3 pedone del nero · c2 pedone del bianco · g2 torre del nero · h2 torre del nero · h1 alfiere del bianco | c8 re del bianco · e7 alfiere del nero · d6 torre del bianco · e6 cavallo del bianco · g6 donna del bianco · b5 pedone del nero · c5 pedone del bianco · f5 pedone del nero · a4 torre del bianco · b4 donna del nero · c4 cavallo del bianco · e4 re del nero · f4 alfiere del bianco · e3 pedone del bianco · f3 cavallo del nero · h3 pedone del nero · c2 pedone del bianco · g2 torre del nero · h2 torre del nero · h1 alfiere del bianco | c8 re del bianco · e7 alfiere del nero · d6 torre del bianco · e6 cavallo del bianco · g6 donna del bianco · b5 pedone del nero · c5 pedone del bianco · f5 pedone del nero · a4 torre del bianco · b4 donna del nero · c4 cavallo del bianco · e4 re del nero · f4 alfiere del bianco · e3 pedone del bianco · f3 cavallo del nero · h3 pedone del nero · c2 pedone del bianco · g2 torre del nero · h2 torre del nero · h1 alfiere del bianco | c8 re del bianco · e7 alfiere del nero · d6 torre del bianco · e6 cavallo del bianco · g6 donna del bianco · b5 pedone del nero · c5 pedone del bianco · f5 pedone del nero · a4 torre del bianco · b4 donna del nero · c4 cavallo del bianco · e4 re del nero · f4 alfiere del bianco · e3 pedone del bianco · f3 cavallo del nero · h3 pedone del nero · c2 pedone del bianco · g2 torre del nero · h2 torre del nero · h1 alfiere del bianco | c8 re del bianco · e7 alfiere del nero · d6 torre del bianco · e6 cavallo del bianco · g6 donna del bianco · b5 pedone del nero · c5 pedone del bianco · f5 pedone del nero · a4 torre del bianco · b4 donna del nero · c4 cavallo del bianco · e4 re del nero · f4 alfiere del bianco · e3 pedone del bianco · f3 cavallo del nero · h3 pedone del nero · c2 pedone del bianco · g2 torre del nero · h2 torre del nero · h1 alfiere del bianco | 2 |
| 1 | c8 re del bianco · e7 alfiere del nero · d6 torre del bianco · e6 cavallo del bianco · g6 donna del bianco · b5 pedone del nero · c5 pedone del bianco · f5 pedone del nero · a4 torre del bianco · b4 donna del nero · c4 cavallo del bianco · e4 re del nero · f4 alfiere del bianco · e3 pedone del bianco · f3 cavallo del nero · h3 pedone del nero · c2 pedone del bianco · g2 torre del nero · h2 torre del nero · h1 alfiere del bianco | c8 re del bianco · e7 alfiere del nero · d6 torre del bianco · e6 cavallo del bianco · g6 donna del bianco · b5 pedone del nero · c5 pedone del bianco · f5 pedone del nero · a4 torre del bianco · b4 donna del nero · c4 cavallo del bianco · e4 re del nero · f4 alfiere del bianco · e3 pedone del bianco · f3 cavallo del nero · h3 pedone del nero · c2 pedone del bianco · g2 torre del nero · h2 torre del nero · h1 alfiere del bianco | c8 re del bianco · e7 alfiere del nero · d6 torre del bianco · e6 cavallo del bianco · g6 donna del bianco · b5 pedone del nero · c5 pedone del bianco · f5 pedone del nero · a4 torre del bianco · b4 donna del nero · c4 cavallo del bianco · e4 re del nero · f4 alfiere del bianco · e3 pedone del bianco · f3 cavallo del nero · h3 pedone del nero · c2 pedone del bianco · g2 torre del nero · h2 torre del nero · h1 alfiere del bianco | c8 re del bianco · e7 alfiere del nero · d6 torre del bianco · e6 cavallo del bianco · g6 donna del bianco · b5 pedone del nero · c5 pedone del bianco · f5 pedone del nero · a4 torre del bianco · b4 donna del nero · c4 cavallo del bianco · e4 re del nero · f4 alfiere del bianco · e3 pedone del bianco · f3 cavallo del nero · h3 pedone del nero · c2 pedone del bianco · g2 torre del nero · h2 torre del nero · h1 alfiere del bianco | c8 re del bianco · e7 alfiere del nero · d6 torre del bianco · e6 cavallo del bianco · g6 donna del bianco · b5 pedone del nero · c5 pedone del bianco · f5 pedone del nero · a4 torre del bianco · b4 donna del nero · c4 cavallo del bianco · e4 re del nero · f4 alfiere del bianco · e3 pedone del bianco · f3 cavallo del nero · h3 pedone del nero · c2 pedone del bianco · g2 torre del nero · h2 torre del nero · h1 alfiere del bianco | c8 re del bianco · e7 alfiere del nero · d6 torre del bianco · e6 cavallo del bianco · g6 donna del bianco · b5 pedone del nero · c5 pedone del bianco · f5 pedone del nero · a4 torre del bianco · b4 donna del nero · c4 cavallo del bianco · e4 re del nero · f4 alfiere del bianco · e3 pedone del bianco · f3 cavallo del nero · h3 pedone del nero · c2 pedone del bianco · g2 torre del nero · h2 torre del nero · h1 alfiere del bianco | c8 re del bianco · e7 alfiere del nero · d6 torre del bianco · e6 cavallo del bianco · g6 donna del bianco · b5 pedone del nero · c5 pedone del bianco · f5 pedone del nero · a4 torre del bianco · b4 donna del nero · c4 cavallo del bianco · e4 re del nero · f4 alfiere del bianco · e3 pedone del bianco · f3 cavallo del nero · h3 pedone del nero · c2 pedone del bianco · g2 torre del nero · h2 torre del nero · h1 alfiere del bianco | c8 re del bianco · e7 alfiere del nero · d6 torre del bianco · e6 cavallo del bianco · g6 donna del bianco · b5 pedone del nero · c5 pedone del bianco · f5 pedone del nero · a4 torre del bianco · b4 donna del nero · c4 cavallo del bianco · e4 re del nero · f4 alfiere del bianco · e3 pedone del bianco · f3 cavallo del nero · h3 pedone del nero · c2 pedone del bianco · g2 torre del nero · h2 torre del nero · h1 alfiere del bianco | 1 |
|   | a | b | c | d | e | f | g | h |   |

Mentasti compose circa 650 problemi, di cui 120 vennero premiati.
Nell'esempio a lato la soluzione è 1. Dg6-e8!, che minaccia il matto con 2. De8-c6#.

Il nero può difendersi in differenti modi, cui però segue un diverso matto del bianco:
1. ...Tg2-d2  2. Ce6-g5#

1. ...Tg2-g8  2. Td6-d4#

1. ...Cf3-e5  2. Cc4-d2#

1. ...Cf3-d4  2. Ce6-g5#

1. ...Db4-d2  2. Cc4:d2#

1. ...Db4:c5 2. Ce6:c5#
Il problema realizza il tema delle schiodature preventive in funzione antiduale.
|   | a | b | c | d | e | f | g | h |   |
| 8 | b8 alfiere del nero · c7 alfiere del bianco · e7 pedone del nero · h7 pedone del nero · d6 torre del nero · e6 pedone del bianco · f6 pedone del nero · h6 torre del nero · e5 re del nero · f5 alfiere del nero · h5 torre del bianco · d4 torre del bianco · f4 cavallo del bianco · e2 cavallo del bianco · g2 pedone del nero · h2 donna del bianco · g1 re del bianco | b8 alfiere del nero · c7 alfiere del bianco · e7 pedone del nero · h7 pedone del nero · d6 torre del nero · e6 pedone del bianco · f6 pedone del nero · h6 torre del nero · e5 re del nero · f5 alfiere del nero · h5 torre del bianco · d4 torre del bianco · f4 cavallo del bianco · e2 cavallo del bianco · g2 pedone del nero · h2 donna del bianco · g1 re del bianco | b8 alfiere del nero · c7 alfiere del bianco · e7 pedone del nero · h7 pedone del nero · d6 torre del nero · e6 pedone del bianco · f6 pedone del nero · h6 torre del nero · e5 re del nero · f5 alfiere del nero · h5 torre del bianco · d4 torre del bianco · f4 cavallo del bianco · e2 cavallo del bianco · g2 pedone del nero · h2 donna del bianco · g1 re del bianco | b8 alfiere del nero · c7 alfiere del bianco · e7 pedone del nero · h7 pedone del nero · d6 torre del nero · e6 pedone del bianco · f6 pedone del nero · h6 torre del nero · e5 re del nero · f5 alfiere del nero · h5 torre del bianco · d4 torre del bianco · f4 cavallo del bianco · e2 cavallo del bianco · g2 pedone del nero · h2 donna del bianco · g1 re del bianco | b8 alfiere del nero · c7 alfiere del bianco · e7 pedone del nero · h7 pedone del nero · d6 torre del nero · e6 pedone del bianco · f6 pedone del nero · h6 torre del nero · e5 re del nero · f5 alfiere del nero · h5 torre del bianco · d4 torre del bianco · f4 cavallo del bianco · e2 cavallo del bianco · g2 pedone del nero · h2 donna del bianco · g1 re del bianco | b8 alfiere del nero · c7 alfiere del bianco · e7 pedone del nero · h7 pedone del nero · d6 torre del nero · e6 pedone del bianco · f6 pedone del nero · h6 torre del nero · e5 re del nero · f5 alfiere del nero · h5 torre del bianco · d4 torre del bianco · f4 cavallo del bianco · e2 cavallo del bianco · g2 pedone del nero · h2 donna del bianco · g1 re del bianco | b8 alfiere del nero · c7 alfiere del bianco · e7 pedone del nero · h7 pedone del nero · d6 torre del nero · e6 pedone del bianco · f6 pedone del nero · h6 torre del nero · e5 re del nero · f5 alfiere del nero · h5 torre del bianco · d4 torre del bianco · f4 cavallo del bianco · e2 cavallo del bianco · g2 pedone del nero · h2 donna del bianco · g1 re del bianco | b8 alfiere del nero · c7 alfiere del bianco · e7 pedone del nero · h7 pedone del nero · d6 torre del nero · e6 pedone del bianco · f6 pedone del nero · h6 torre del nero · e5 re del nero · f5 alfiere del nero · h5 torre del bianco · d4 torre del bianco · f4 cavallo del bianco · e2 cavallo del bianco · g2 pedone del nero · h2 donna del bianco · g1 re del bianco | 8 |
| 7 | b8 alfiere del nero · c7 alfiere del bianco · e7 pedone del nero · h7 pedone del nero · d6 torre del nero · e6 pedone del bianco · f6 pedone del nero · h6 torre del nero · e5 re del nero · f5 alfiere del nero · h5 torre del bianco · d4 torre del bianco · f4 cavallo del bianco · e2 cavallo del bianco · g2 pedone del nero · h2 donna del bianco · g1 re del bianco | b8 alfiere del nero · c7 alfiere del bianco · e7 pedone del nero · h7 pedone del nero · d6 torre del nero · e6 pedone del bianco · f6 pedone del nero · h6 torre del nero · e5 re del nero · f5 alfiere del nero · h5 torre del bianco · d4 torre del bianco · f4 cavallo del bianco · e2 cavallo del bianco · g2 pedone del nero · h2 donna del bianco · g1 re del bianco | b8 alfiere del nero · c7 alfiere del bianco · e7 pedone del nero · h7 pedone del nero · d6 torre del nero · e6 pedone del bianco · f6 pedone del nero · h6 torre del nero · e5 re del nero · f5 alfiere del nero · h5 torre del bianco · d4 torre del bianco · f4 cavallo del bianco · e2 cavallo del bianco · g2 pedone del nero · h2 donna del bianco · g1 re del bianco | b8 alfiere del nero · c7 alfiere del bianco · e7 pedone del nero · h7 pedone del nero · d6 torre del nero · e6 pedone del bianco · f6 pedone del nero · h6 torre del nero · e5 re del nero · f5 alfiere del nero · h5 torre del bianco · d4 torre del bianco · f4 cavallo del bianco · e2 cavallo del bianco · g2 pedone del nero · h2 donna del bianco · g1 re del bianco | b8 alfiere del nero · c7 alfiere del bianco · e7 pedone del nero · h7 pedone del nero · d6 torre del nero · e6 pedone del bianco · f6 pedone del nero · h6 torre del nero · e5 re del nero · f5 alfiere del nero · h5 torre del bianco · d4 torre del bianco · f4 cavallo del bianco · e2 cavallo del bianco · g2 pedone del nero · h2 donna del bianco · g1 re del bianco | b8 alfiere del nero · c7 alfiere del bianco · e7 pedone del nero · h7 pedone del nero · d6 torre del nero · e6 pedone del bianco · f6 pedone del nero · h6 torre del nero · e5 re del nero · f5 alfiere del nero · h5 torre del bianco · d4 torre del bianco · f4 cavallo del bianco · e2 cavallo del bianco · g2 pedone del nero · h2 donna del bianco · g1 re del bianco | b8 alfiere del nero · c7 alfiere del bianco · e7 pedone del nero · h7 pedone del nero · d6 torre del nero · e6 pedone del bianco · f6 pedone del nero · h6 torre del nero · e5 re del nero · f5 alfiere del nero · h5 torre del bianco · d4 torre del bianco · f4 cavallo del bianco · e2 cavallo del bianco · g2 pedone del nero · h2 donna del bianco · g1 re del bianco | b8 alfiere del nero · c7 alfiere del bianco · e7 pedone del nero · h7 pedone del nero · d6 torre del nero · e6 pedone del bianco · f6 pedone del nero · h6 torre del nero · e5 re del nero · f5 alfiere del nero · h5 torre del bianco · d4 torre del bianco · f4 cavallo del bianco · e2 cavallo del bianco · g2 pedone del nero · h2 donna del bianco · g1 re del bianco | 7 |
| 6 | b8 alfiere del nero · c7 alfiere del bianco · e7 pedone del nero · h7 pedone del nero · d6 torre del nero · e6 pedone del bianco · f6 pedone del nero · h6 torre del nero · e5 re del nero · f5 alfiere del nero · h5 torre del bianco · d4 torre del bianco · f4 cavallo del bianco · e2 cavallo del bianco · g2 pedone del nero · h2 donna del bianco · g1 re del bianco | b8 alfiere del nero · c7 alfiere del bianco · e7 pedone del nero · h7 pedone del nero · d6 torre del nero · e6 pedone del bianco · f6 pedone del nero · h6 torre del nero · e5 re del nero · f5 alfiere del nero · h5 torre del bianco · d4 torre del bianco · f4 cavallo del bianco · e2 cavallo del bianco · g2 pedone del nero · h2 donna del bianco · g1 re del bianco | b8 alfiere del nero · c7 alfiere del bianco · e7 pedone del nero · h7 pedone del nero · d6 torre del nero · e6 pedone del bianco · f6 pedone del nero · h6 torre del nero · e5 re del nero · f5 alfiere del nero · h5 torre del bianco · d4 torre del bianco · f4 cavallo del bianco · e2 cavallo del bianco · g2 pedone del nero · h2 donna del bianco · g1 re del bianco | b8 alfiere del nero · c7 alfiere del bianco · e7 pedone del nero · h7 pedone del nero · d6 torre del nero · e6 pedone del bianco · f6 pedone del nero · h6 torre del nero · e5 re del nero · f5 alfiere del nero · h5 torre del bianco · d4 torre del bianco · f4 cavallo del bianco · e2 cavallo del bianco · g2 pedone del nero · h2 donna del bianco · g1 re del bianco | b8 alfiere del nero · c7 alfiere del bianco · e7 pedone del nero · h7 pedone del nero · d6 torre del nero · e6 pedone del bianco · f6 pedone del nero · h6 torre del nero · e5 re del nero · f5 alfiere del nero · h5 torre del bianco · d4 torre del bianco · f4 cavallo del bianco · e2 cavallo del bianco · g2 pedone del nero · h2 donna del bianco · g1 re del bianco | b8 alfiere del nero · c7 alfiere del bianco · e7 pedone del nero · h7 pedone del nero · d6 torre del nero · e6 pedone del bianco · f6 pedone del nero · h6 torre del nero · e5 re del nero · f5 alfiere del nero · h5 torre del bianco · d4 torre del bianco · f4 cavallo del bianco · e2 cavallo del bianco · g2 pedone del nero · h2 donna del bianco · g1 re del bianco | b8 alfiere del nero · c7 alfiere del bianco · e7 pedone del nero · h7 pedone del nero · d6 torre del nero · e6 pedone del bianco · f6 pedone del nero · h6 torre del nero · e5 re del nero · f5 alfiere del nero · h5 torre del bianco · d4 torre del bianco · f4 cavallo del bianco · e2 cavallo del bianco · g2 pedone del nero · h2 donna del bianco · g1 re del bianco | b8 alfiere del nero · c7 alfiere del bianco · e7 pedone del nero · h7 pedone del nero · d6 torre del nero · e6 pedone del bianco · f6 pedone del nero · h6 torre del nero · e5 re del nero · f5 alfiere del nero · h5 torre del bianco · d4 torre del bianco · f4 cavallo del bianco · e2 cavallo del bianco · g2 pedone del nero · h2 donna del bianco · g1 re del bianco | 6 |
| 5 | b8 alfiere del nero · c7 alfiere del bianco · e7 pedone del nero · h7 pedone del nero · d6 torre del nero · e6 pedone del bianco · f6 pedone del nero · h6 torre del nero · e5 re del nero · f5 alfiere del nero · h5 torre del bianco · d4 torre del bianco · f4 cavallo del bianco · e2 cavallo del bianco · g2 pedone del nero · h2 donna del bianco · g1 re del bianco | b8 alfiere del nero · c7 alfiere del bianco · e7 pedone del nero · h7 pedone del nero · d6 torre del nero · e6 pedone del bianco · f6 pedone del nero · h6 torre del nero · e5 re del nero · f5 alfiere del nero · h5 torre del bianco · d4 torre del bianco · f4 cavallo del bianco · e2 cavallo del bianco · g2 pedone del nero · h2 donna del bianco · g1 re del bianco | b8 alfiere del nero · c7 alfiere del bianco · e7 pedone del nero · h7 pedone del nero · d6 torre del nero · e6 pedone del bianco · f6 pedone del nero · h6 torre del nero · e5 re del nero · f5 alfiere del nero · h5 torre del bianco · d4 torre del bianco · f4 cavallo del bianco · e2 cavallo del bianco · g2 pedone del nero · h2 donna del bianco · g1 re del bianco | b8 alfiere del nero · c7 alfiere del bianco · e7 pedone del nero · h7 pedone del nero · d6 torre del nero · e6 pedone del bianco · f6 pedone del nero · h6 torre del nero · e5 re del nero · f5 alfiere del nero · h5 torre del bianco · d4 torre del bianco · f4 cavallo del bianco · e2 cavallo del bianco · g2 pedone del nero · h2 donna del bianco · g1 re del bianco | b8 alfiere del nero · c7 alfiere del bianco · e7 pedone del nero · h7 pedone del nero · d6 torre del nero · e6 pedone del bianco · f6 pedone del nero · h6 torre del nero · e5 re del nero · f5 alfiere del nero · h5 torre del bianco · d4 torre del bianco · f4 cavallo del bianco · e2 cavallo del bianco · g2 pedone del nero · h2 donna del bianco · g1 re del bianco | b8 alfiere del nero · c7 alfiere del bianco · e7 pedone del nero · h7 pedone del nero · d6 torre del nero · e6 pedone del bianco · f6 pedone del nero · h6 torre del nero · e5 re del nero · f5 alfiere del nero · h5 torre del bianco · d4 torre del bianco · f4 cavallo del bianco · e2 cavallo del bianco · g2 pedone del nero · h2 donna del bianco · g1 re del bianco | b8 alfiere del nero · c7 alfiere del bianco · e7 pedone del nero · h7 pedone del nero · d6 torre del nero · e6 pedone del bianco · f6 pedone del nero · h6 torre del nero · e5 re del nero · f5 alfiere del nero · h5 torre del bianco · d4 torre del bianco · f4 cavallo del bianco · e2 cavallo del bianco · g2 pedone del nero · h2 donna del bianco · g1 re del bianco | b8 alfiere del nero · c7 alfiere del bianco · e7 pedone del nero · h7 pedone del nero · d6 torre del nero · e6 pedone del bianco · f6 pedone del nero · h6 torre del nero · e5 re del nero · f5 alfiere del nero · h5 torre del bianco · d4 torre del bianco · f4 cavallo del bianco · e2 cavallo del bianco · g2 pedone del nero · h2 donna del bianco · g1 re del bianco | 5 |
| 4 | b8 alfiere del nero · c7 alfiere del bianco · e7 pedone del nero · h7 pedone del nero · d6 torre del nero · e6 pedone del bianco · f6 pedone del nero · h6 torre del nero · e5 re del nero · f5 alfiere del nero · h5 torre del bianco · d4 torre del bianco · f4 cavallo del bianco · e2 cavallo del bianco · g2 pedone del nero · h2 donna del bianco · g1 re del bianco | b8 alfiere del nero · c7 alfiere del bianco · e7 pedone del nero · h7 pedone del nero · d6 torre del nero · e6 pedone del bianco · f6 pedone del nero · h6 torre del nero · e5 re del nero · f5 alfiere del nero · h5 torre del bianco · d4 torre del bianco · f4 cavallo del bianco · e2 cavallo del bianco · g2 pedone del nero · h2 donna del bianco · g1 re del bianco | b8 alfiere del nero · c7 alfiere del bianco · e7 pedone del nero · h7 pedone del nero · d6 torre del nero · e6 pedone del bianco · f6 pedone del nero · h6 torre del nero · e5 re del nero · f5 alfiere del nero · h5 torre del bianco · d4 torre del bianco · f4 cavallo del bianco · e2 cavallo del bianco · g2 pedone del nero · h2 donna del bianco · g1 re del bianco | b8 alfiere del nero · c7 alfiere del bianco · e7 pedone del nero · h7 pedone del nero · d6 torre del nero · e6 pedone del bianco · f6 pedone del nero · h6 torre del nero · e5 re del nero · f5 alfiere del nero · h5 torre del bianco · d4 torre del bianco · f4 cavallo del bianco · e2 cavallo del bianco · g2 pedone del nero · h2 donna del bianco · g1 re del bianco | b8 alfiere del nero · c7 alfiere del bianco · e7 pedone del nero · h7 pedone del nero · d6 torre del nero · e6 pedone del bianco · f6 pedone del nero · h6 torre del nero · e5 re del nero · f5 alfiere del nero · h5 torre del bianco · d4 torre del bianco · f4 cavallo del bianco · e2 cavallo del bianco · g2 pedone del nero · h2 donna del bianco · g1 re del bianco | b8 alfiere del nero · c7 alfiere del bianco · e7 pedone del nero · h7 pedone del nero · d6 torre del nero · e6 pedone del bianco · f6 pedone del nero · h6 torre del nero · e5 re del nero · f5 alfiere del nero · h5 torre del bianco · d4 torre del bianco · f4 cavallo del bianco · e2 cavallo del bianco · g2 pedone del nero · h2 donna del bianco · g1 re del bianco | b8 alfiere del nero · c7 alfiere del bianco · e7 pedone del nero · h7 pedone del nero · d6 torre del nero · e6 pedone del bianco · f6 pedone del nero · h6 torre del nero · e5 re del nero · f5 alfiere del nero · h5 torre del bianco · d4 torre del bianco · f4 cavallo del bianco · e2 cavallo del bianco · g2 pedone del nero · h2 donna del bianco · g1 re del bianco | b8 alfiere del nero · c7 alfiere del bianco · e7 pedone del nero · h7 pedone del nero · d6 torre del nero · e6 pedone del bianco · f6 pedone del nero · h6 torre del nero · e5 re del nero · f5 alfiere del nero · h5 torre del bianco · d4 torre del bianco · f4 cavallo del bianco · e2 cavallo del bianco · g2 pedone del nero · h2 donna del bianco · g1 re del bianco | 4 |
| 3 | b8 alfiere del nero · c7 alfiere del bianco · e7 pedone del nero · h7 pedone del nero · d6 torre del nero · e6 pedone del bianco · f6 pedone del nero · h6 torre del nero · e5 re del nero · f5 alfiere del nero · h5 torre del bianco · d4 torre del bianco · f4 cavallo del bianco · e2 cavallo del bianco · g2 pedone del nero · h2 donna del bianco · g1 re del bianco | b8 alfiere del nero · c7 alfiere del bianco · e7 pedone del nero · h7 pedone del nero · d6 torre del nero · e6 pedone del bianco · f6 pedone del nero · h6 torre del nero · e5 re del nero · f5 alfiere del nero · h5 torre del bianco · d4 torre del bianco · f4 cavallo del bianco · e2 cavallo del bianco · g2 pedone del nero · h2 donna del bianco · g1 re del bianco | b8 alfiere del nero · c7 alfiere del bianco · e7 pedone del nero · h7 pedone del nero · d6 torre del nero · e6 pedone del bianco · f6 pedone del nero · h6 torre del nero · e5 re del nero · f5 alfiere del nero · h5 torre del bianco · d4 torre del bianco · f4 cavallo del bianco · e2 cavallo del bianco · g2 pedone del nero · h2 donna del bianco · g1 re del bianco | b8 alfiere del nero · c7 alfiere del bianco · e7 pedone del nero · h7 pedone del nero · d6 torre del nero · e6 pedone del bianco · f6 pedone del nero · h6 torre del nero · e5 re del nero · f5 alfiere del nero · h5 torre del bianco · d4 torre del bianco · f4 cavallo del bianco · e2 cavallo del bianco · g2 pedone del nero · h2 donna del bianco · g1 re del bianco | b8 alfiere del nero · c7 alfiere del bianco · e7 pedone del nero · h7 pedone del nero · d6 torre del nero · e6 pedone del bianco · f6 pedone del nero · h6 torre del nero · e5 re del nero · f5 alfiere del nero · h5 torre del bianco · d4 torre del bianco · f4 cavallo del bianco · e2 cavallo del bianco · g2 pedone del nero · h2 donna del bianco · g1 re del bianco | b8 alfiere del nero · c7 alfiere del bianco · e7 pedone del nero · h7 pedone del nero · d6 torre del nero · e6 pedone del bianco · f6 pedone del nero · h6 torre del nero · e5 re del nero · f5 alfiere del nero · h5 torre del bianco · d4 torre del bianco · f4 cavallo del bianco · e2 cavallo del bianco · g2 pedone del nero · h2 donna del bianco · g1 re del bianco | b8 alfiere del nero · c7 alfiere del bianco · e7 pedone del nero · h7 pedone del nero · d6 torre del nero · e6 pedone del bianco · f6 pedone del nero · h6 torre del nero · e5 re del nero · f5 alfiere del nero · h5 torre del bianco · d4 torre del bianco · f4 cavallo del bianco · e2 cavallo del bianco · g2 pedone del nero · h2 donna del bianco · g1 re del bianco | b8 alfiere del nero · c7 alfiere del bianco · e7 pedone del nero · h7 pedone del nero · d6 torre del nero · e6 pedone del bianco · f6 pedone del nero · h6 torre del nero · e5 re del nero · f5 alfiere del nero · h5 torre del bianco · d4 torre del bianco · f4 cavallo del bianco · e2 cavallo del bianco · g2 pedone del nero · h2 donna del bianco · g1 re del bianco | 3 |
| 2 | b8 alfiere del nero · c7 alfiere del bianco · e7 pedone del nero · h7 pedone del nero · d6 torre del nero · e6 pedone del bianco · f6 pedone del nero · h6 torre del nero · e5 re del nero · f5 alfiere del nero · h5 torre del bianco · d4 torre del bianco · f4 cavallo del bianco · e2 cavallo del bianco · g2 pedone del nero · h2 donna del bianco · g1 re del bianco | b8 alfiere del nero · c7 alfiere del bianco · e7 pedone del nero · h7 pedone del nero · d6 torre del nero · e6 pedone del bianco · f6 pedone del nero · h6 torre del nero · e5 re del nero · f5 alfiere del nero · h5 torre del bianco · d4 torre del bianco · f4 cavallo del bianco · e2 cavallo del bianco · g2 pedone del nero · h2 donna del bianco · g1 re del bianco | b8 alfiere del nero · c7 alfiere del bianco · e7 pedone del nero · h7 pedone del nero · d6 torre del nero · e6 pedone del bianco · f6 pedone del nero · h6 torre del nero · e5 re del nero · f5 alfiere del nero · h5 torre del bianco · d4 torre del bianco · f4 cavallo del bianco · e2 cavallo del bianco · g2 pedone del nero · h2 donna del bianco · g1 re del bianco | b8 alfiere del nero · c7 alfiere del bianco · e7 pedone del nero · h7 pedone del nero · d6 torre del nero · e6 pedone del bianco · f6 pedone del nero · h6 torre del nero · e5 re del nero · f5 alfiere del nero · h5 torre del bianco · d4 torre del bianco · f4 cavallo del bianco · e2 cavallo del bianco · g2 pedone del nero · h2 donna del bianco · g1 re del bianco | b8 alfiere del nero · c7 alfiere del bianco · e7 pedone del nero · h7 pedone del nero · d6 torre del nero · e6 pedone del bianco · f6 pedone del nero · h6 torre del nero · e5 re del nero · f5 alfiere del nero · h5 torre del bianco · d4 torre del bianco · f4 cavallo del bianco · e2 cavallo del bianco · g2 pedone del nero · h2 donna del bianco · g1 re del bianco | b8 alfiere del nero · c7 alfiere del bianco · e7 pedone del nero · h7 pedone del nero · d6 torre del nero · e6 pedone del bianco · f6 pedone del nero · h6 torre del nero · e5 re del nero · f5 alfiere del nero · h5 torre del bianco · d4 torre del bianco · f4 cavallo del bianco · e2 cavallo del bianco · g2 pedone del nero · h2 donna del bianco · g1 re del bianco | b8 alfiere del nero · c7 alfiere del bianco · e7 pedone del nero · h7 pedone del nero · d6 torre del nero · e6 pedone del bianco · f6 pedone del nero · h6 torre del nero · e5 re del nero · f5 alfiere del nero · h5 torre del bianco · d4 torre del bianco · f4 cavallo del bianco · e2 cavallo del bianco · g2 pedone del nero · h2 donna del bianco · g1 re del bianco | b8 alfiere del nero · c7 alfiere del bianco · e7 pedone del nero · h7 pedone del nero · d6 torre del nero · e6 pedone del bianco · f6 pedone del nero · h6 torre del nero · e5 re del nero · f5 alfiere del nero · h5 torre del bianco · d4 torre del bianco · f4 cavallo del bianco · e2 cavallo del bianco · g2 pedone del nero · h2 donna del bianco · g1 re del bianco | 2 |
| 1 | b8 alfiere del nero · c7 alfiere del bianco · e7 pedone del nero · h7 pedone del nero · d6 torre del nero · e6 pedone del bianco · f6 pedone del nero · h6 torre del nero · e5 re del nero · f5 alfiere del nero · h5 torre del bianco · d4 torre del bianco · f4 cavallo del bianco · e2 cavallo del bianco · g2 pedone del nero · h2 donna del bianco · g1 re del bianco | b8 alfiere del nero · c7 alfiere del bianco · e7 pedone del nero · h7 pedone del nero · d6 torre del nero · e6 pedone del bianco · f6 pedone del nero · h6 torre del nero · e5 re del nero · f5 alfiere del nero · h5 torre del bianco · d4 torre del bianco · f4 cavallo del bianco · e2 cavallo del bianco · g2 pedone del nero · h2 donna del bianco · g1 re del bianco | b8 alfiere del nero · c7 alfiere del bianco · e7 pedone del nero · h7 pedone del nero · d6 torre del nero · e6 pedone del bianco · f6 pedone del nero · h6 torre del nero · e5 re del nero · f5 alfiere del nero · h5 torre del bianco · d4 torre del bianco · f4 cavallo del bianco · e2 cavallo del bianco · g2 pedone del nero · h2 donna del bianco · g1 re del bianco | b8 alfiere del nero · c7 alfiere del bianco · e7 pedone del nero · h7 pedone del nero · d6 torre del nero · e6 pedone del bianco · f6 pedone del nero · h6 torre del nero · e5 re del nero · f5 alfiere del nero · h5 torre del bianco · d4 torre del bianco · f4 cavallo del bianco · e2 cavallo del bianco · g2 pedone del nero · h2 donna del bianco · g1 re del bianco | b8 alfiere del nero · c7 alfiere del bianco · e7 pedone del nero · h7 pedone del nero · d6 torre del nero · e6 pedone del bianco · f6 pedone del nero · h6 torre del nero · e5 re del nero · f5 alfiere del nero · h5 torre del bianco · d4 torre del bianco · f4 cavallo del bianco · e2 cavallo del bianco · g2 pedone del nero · h2 donna del bianco · g1 re del bianco | b8 alfiere del nero · c7 alfiere del bianco · e7 pedone del nero · h7 pedone del nero · d6 torre del nero · e6 pedone del bianco · f6 pedone del nero · h6 torre del nero · e5 re del nero · f5 alfiere del nero · h5 torre del bianco · d4 torre del bianco · f4 cavallo del bianco · e2 cavallo del bianco · g2 pedone del nero · h2 donna del bianco · g1 re del bianco | b8 alfiere del nero · c7 alfiere del bianco · e7 pedone del nero · h7 pedone del nero · d6 torre del nero · e6 pedone del bianco · f6 pedone del nero · h6 torre del nero · e5 re del nero · f5 alfiere del nero · h5 torre del bianco · d4 torre del bianco · f4 cavallo del bianco · e2 cavallo del bianco · g2 pedone del nero · h2 donna del bianco · g1 re del bianco | b8 alfiere del nero · c7 alfiere del bianco · e7 pedone del nero · h7 pedone del nero · d6 torre del nero · e6 pedone del bianco · f6 pedone del nero · h6 torre del nero · e5 re del nero · f5 alfiere del nero · h5 torre del bianco · d4 torre del bianco · f4 cavallo del bianco · e2 cavallo del bianco · g2 pedone del nero · h2 donna del bianco · g1 re del bianco | 1 |
|   | a | b | c | d | e | f | g | h |   |

Il problema del diagramma a destra vinse il 1º premio in un torneo tematico sul «tema Brogi», in cui le difese tematiche precisano ciclicamente a coppie i matti minacciati.
La chiave minaccia 4 matti (A/B/C/D).

Le difese del Nero impediscono 2 dei 4 matti minacciati, consentendo al Bianco di utilizzare gli altri 2. Uno di questi è sempre possibile nella variante successiva.

## Opere
- Il prontuario del problemista, ed. Scacco!, Santa Maria Capua Vetere, 1977